# Kommunalwahlen in Uruguay 2015
Die Kommunalwahlen in Uruguay im Jahr 2015 fanden am 10. Mai statt. Gewählt wurden für eine fünfjährige Amtszeit die 19 Intendentes, 589 Ediles der 19 Departamentos Uruguays und in einer dritten Verwaltungsebene 89 Alcaldes und 356 Concejales.
Entscheidend für die Kandidaten sind auch die Vorwahlen zur Präsidentschaftswahl in Uruguay 2014.